# Sphingulini
Sphingulini là một tông bướm đêm thuộc họ Sphingidae.

## Phân loại
- Chi Coenotes - Rothschild & Jordan, 1903
- Chi Dolbina - Staudinger, 1877
- Chi Hopliocnema - Rothschild & Jordan, 1903
- Chi Kentrochrysalis - Staudinger, 1887
- Chi Monarda - Druce, 1896
- Chi Pentateucha - Swinhoe, 1908
- Chi Sphingulus - Staudinger, 1887
- Chi Synoecha - Rothschild & Jordan, 1903
- Chi Tetrachroa - Rothschild & Jordan, 1903

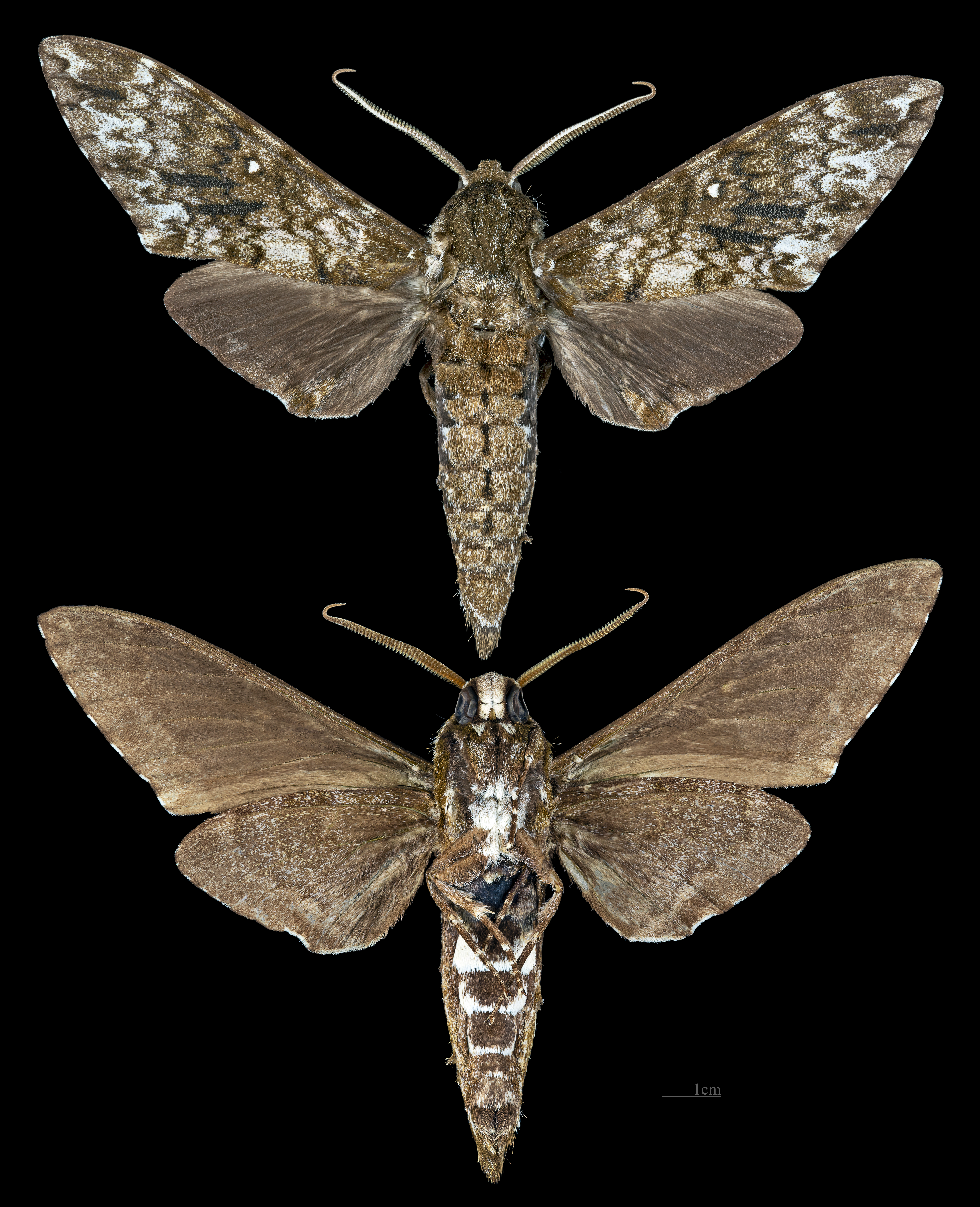
Dolbina
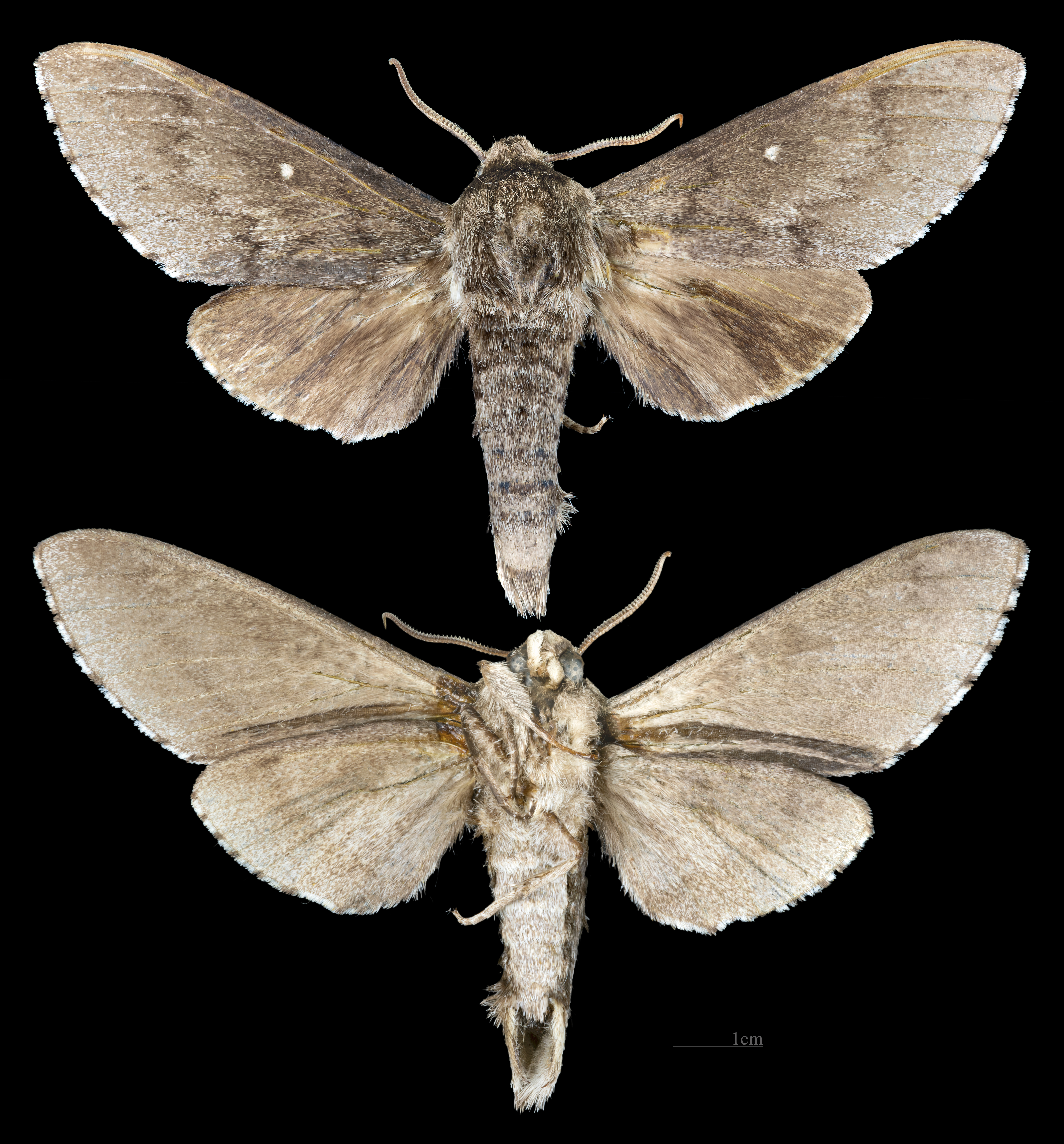
Sphingulus
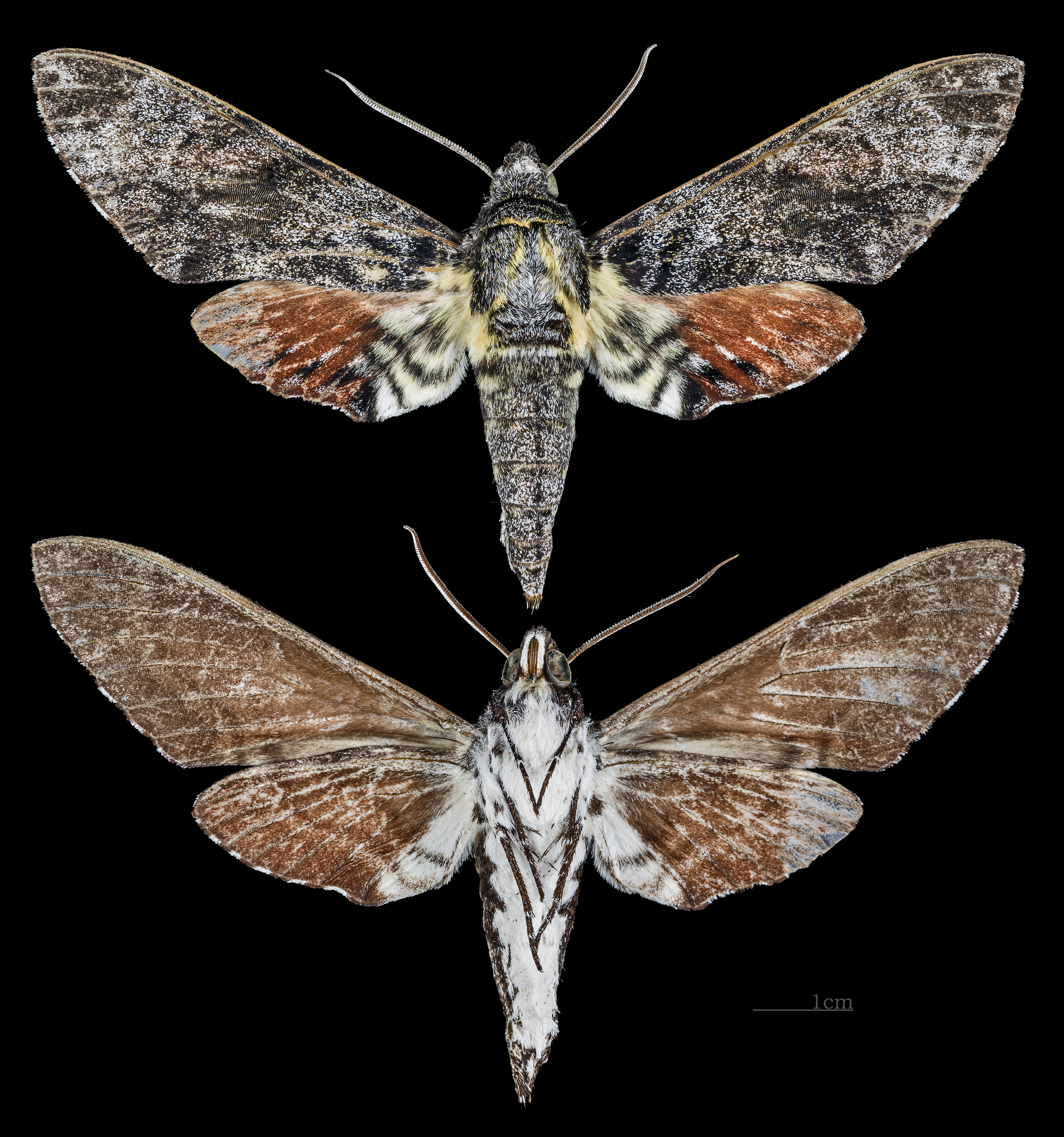
Tetrachroa